# Кощуны
Кощуны (др-рус. кощюны) — слово, используемое в древнерусских текстах. Обозначает некие языческие, нехристианские развлечения.
Этимологическое происхождение до конца не выяснено.

## Значение
Е. В. Аничков в книге «Язычество и древняя Русь» (1914) писал: «Слово миѳъ переводилось словомъ: кощуны».
Известно, что в XIV веке «О Соломони цари басни и кощюны и о Китоврасе» включались в южнославянские и русские Списки отреченных книг.

### Толкование Рыбакова
Академик Б. А. Рыбаков в своей книге «Язычество Древней Руси» предположил, что «кощуны» — это название древнерусских языческих мифов, плод творчества древнерусских жрецов-волхвов. О том же он пишет в книге «Язычество древних славян».
Он отметил, что в древнерусских книгах XI—XII веков, являющихся переводом греческих текстов, переводчики регулярно переводили греческие слова «myphos» и «leros» как «кощюны», «басни». На основе этого Рыбаков сделал вывод, что «кощюны» и «басни» — это названия разных видов устного народного творчества. «Кощуны-мифы четко противопоставляются правдивым эпико-историческим повествованиям. Церковные писатели того времени считали, что следует „в кощюн место преславных делес повести сказывати“, то есть предпочитали эпос мифам», писал он.

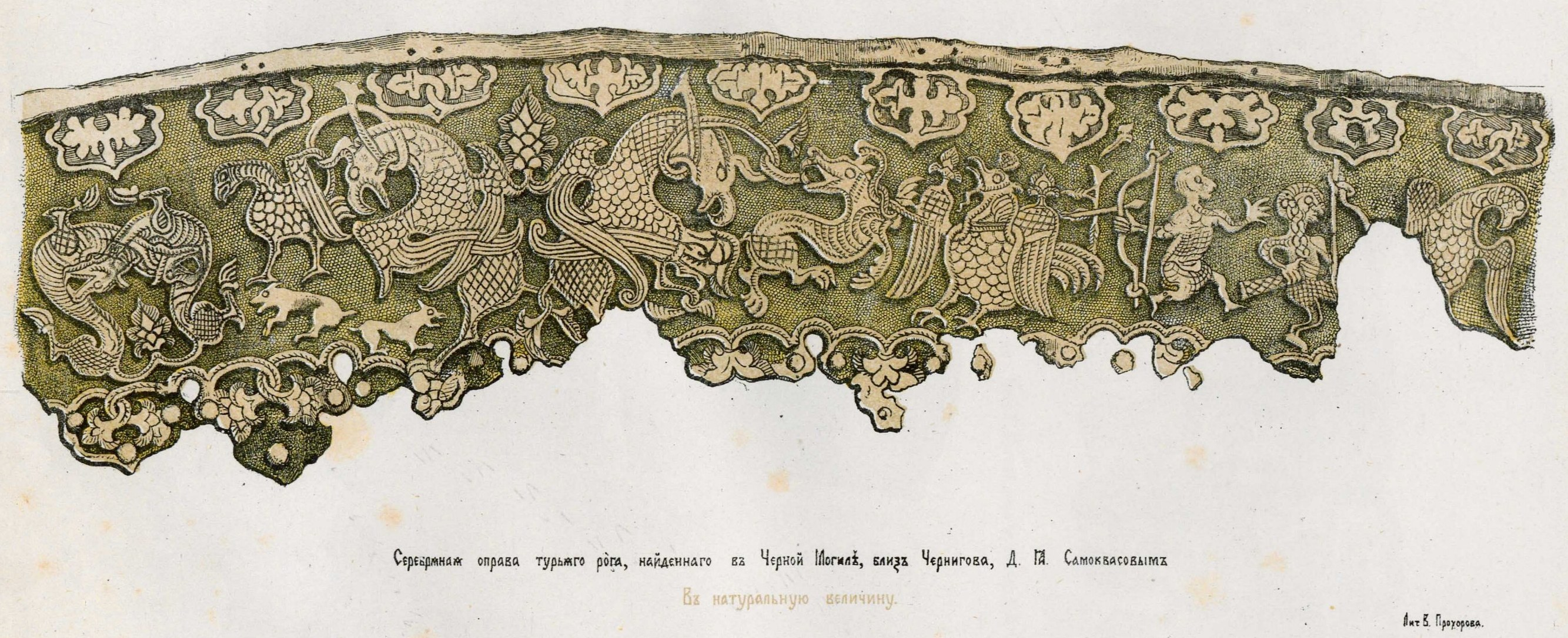
Серебряная оправа турьего рога, найденного в Черной могиле, близ Чернигова Д. Я. Самоквасовым. Лит. В. Прохорова.

Из былины об Иване Годиновиче, изображений на турьем роге из Черной могилы (на илл.), и подходящей волшебной сказки, Рыбаков реконструировал «кощуну» о смерти Кощея Бессмертного, которого Рыбаков называет богом зимы и хозяином потустороннего мира, похожим на античного Аида. Кощей крадёт Анастасию Прекрасною, которая, по мнению академика является славянским аналогом Персефоны, и хочет увезти её в своё царство на стеклянных горах, но гибнет от своей же стрелы по воле высшей силы. Рыбаков приводит античный сюжет, где Геракл ранит Аида стрелой, хотя, по его мнению, героя, побеждающего Кощея, в древней кощуне ещё нет.
Кроме того, Рыбаков предположил, что существование древнерусского сюжета, совпадающего с античным мифом, говорит о взаимодействии древнерусской и греческой культур.

### Современное толкование
Видимо, «кощуны» также были некоей развлекательной деятельностью из репертуара скоморохов, по крайней мере в XVII веке. В 1636 году патриарх Иоасаф сетовал, что праздники проводятся всеми в Москве не по-христиански, так как «и вся противно творим и ругателно праздником Господним… ходяще по улицам в народе, безчинствующе, пьянствующе, наругающеся праздником святым Божиим, вместо духовного торжества и веселия восприимше игры и кощуны бесовския, повелевающе медведчиком и скомрахом на улицах и на торжищах и на распутиях сатанинския игры творити, и в бубны бити, и в сурны ревети, и руками плескати, и плясати, и иная неподобная деяти…». В одном из поучений Феодосия Печерского рассказывается о видении Нифонта, которому бог дал увидеть ангелов, невидимо присутствующих на пире, которые покинули его, «егда смех или кощуны начнут» и «бес пришед». В азбуковнике XVII века музыка определяется следующим образом: «Мусикия — в ней пишется песни и кощуны бесовския, их же латины припевают к мусикийских орган согласию, сиречь гудебных сосуд свирянию».
Слово в толковании Рыбакова также продолжают использовать.
В XXI веке слово стало предметом различных псевдонаучных спекуляций, неоязыческих или близких к неоязычеству, например, в книге «Кощуны, правду глаголящие. Гадальные карты древних славян» и «Сказы кощунов. Толкования и календарь кощунов» Живы Божеславны (2018), «Последний путь Святого семейства» Глеба Носовского и Анатолия Фоменко, «Кощуны Финиста» Алексея Трехлебова (2001) и др.